# Robert F. Wagner Jr.

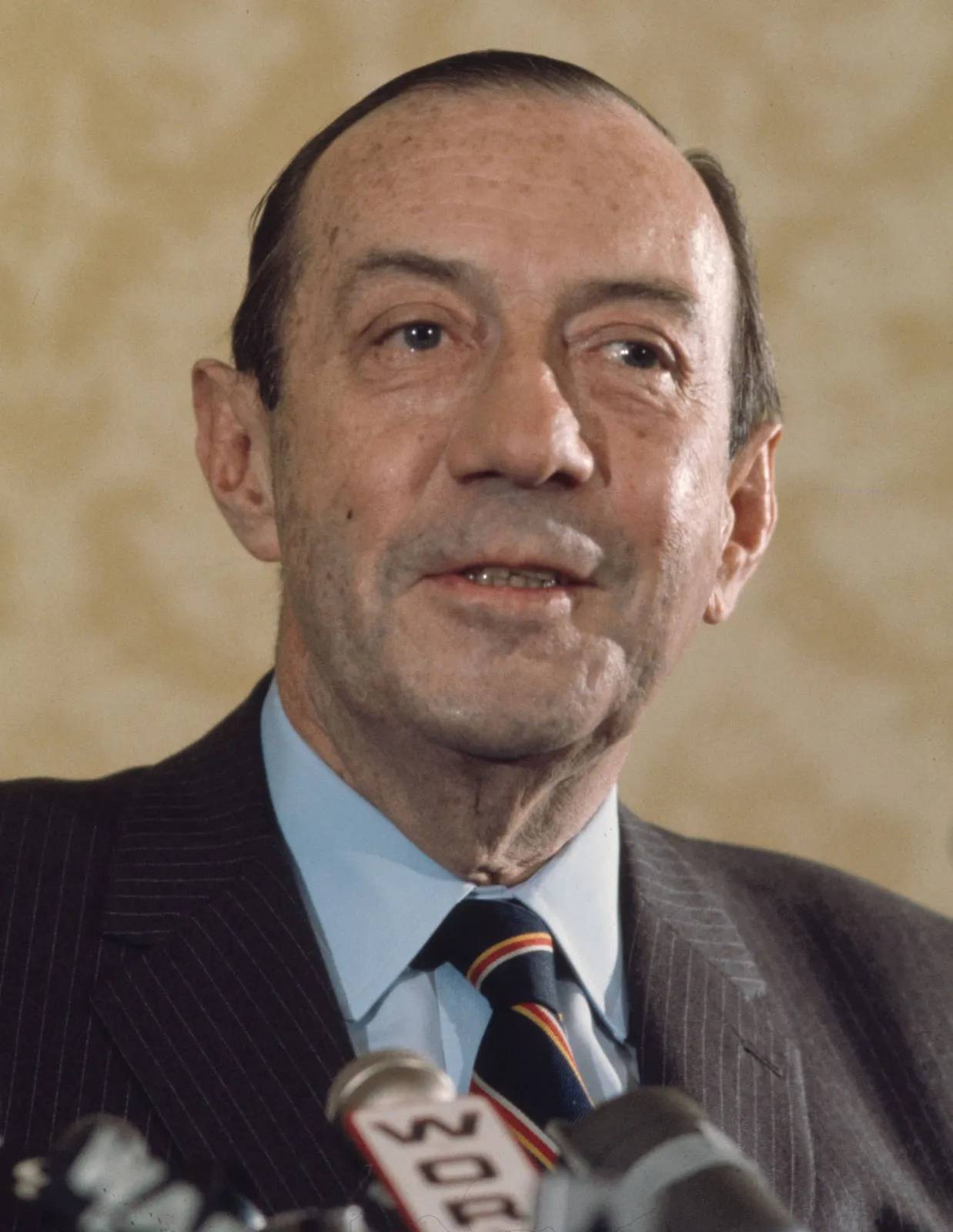
Robert F. Wagner (um 1970)

Robert Ferdinand Wagner Jr. (* 20. April 1910 in New York City; † 12. Februar 1991 ebenda) war ein US-amerikanischer Politiker, Jurist und Diplomat. Von 1954 bis 1965 war er Bürgermeister von New York City.

## Herkunft und Ausbildung
Robert F. Wagner junior wurde als Sohn des deutschen Einwanderers Robert F. Wagner und Margaret Mary McTague in Yorkville, einem Ortsteil von Manhattan, geboren. Wagner senior (1877–1953) war seinerseits einer der bedeutendsten Rechtsanwälte und Politiker in New York City und wurde 1925 in den US-Senat gewählt. Nach dem Tod seiner Mutter 1919 wurde der junge Robert vor allem von seinem Vater erzogen, dessen Haus ein bedeutender Treffpunkt für die New Yorker New-Deal-Demokraten war.
Robert Wagner jr. besuchte die von Jesuiten geleitete Loyola School an der Park Avenue und die Taft School in Watertown (Connecticut). Er machte seinen Bachelor-Abschluss 1933 in Yale und studierte später an der Harvard Graduate School of Business Administration sowie der School of International Studies in Genf. 1937 schloss er sein Jurastudium in Yale ab und wurde im selben Jahr in die New York State Assembly gewählt, der er von 1938 bis 1942 angehörte.
Während des Zweiten Weltkriegs diente er in der Aufklärungsabteilung der Luftwaffe (Air Corps). Er schied als Oberstleutnant aus dem Militärdienst aus und erhielt für seine Verdienste den Bronze Star und das französische Croix de guerre.

## Politische Karriere
Mit tatkräftiger Unterstützung seines Vaters machte er nach dem Zweiten Weltkrieg rasch politische Karriere. Unter Bürgermeister William O’Dwyer diente er als Tax Commissioner sowie später als Commissioner of Housing and Buildings und Vorsitzender der City Planning Commission. 1949 wurde er zum Bezirksbürgermeister (Borough-Präsident) von Manhattan gewählt.

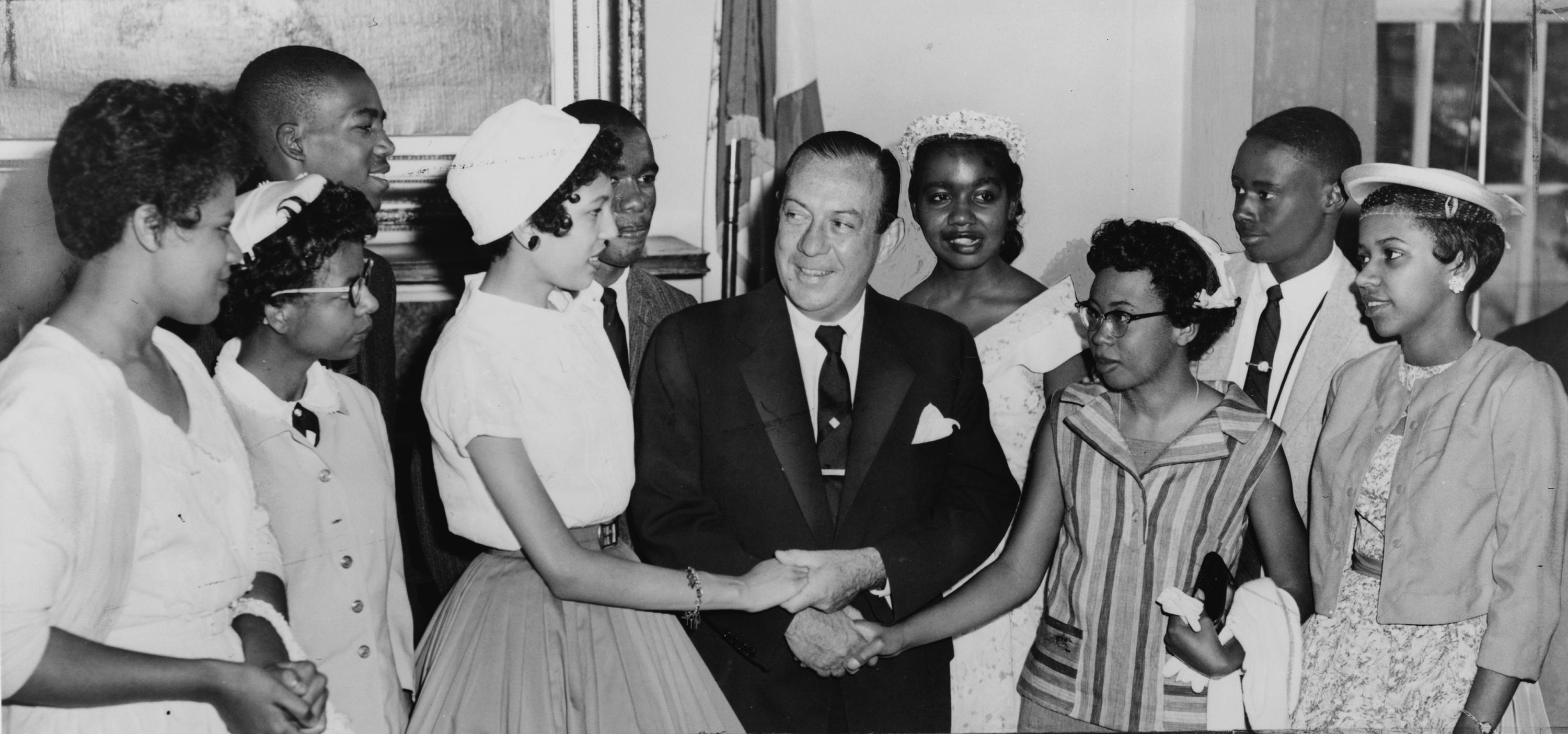
Robert F. Wagner mit Schülern der Little Rock Central High School (1958)

Im November 1953 wurde er mit Hilfe von Tammany Hall, der korrupten Parteimaschinerie der Demokraten in New York, als Nachfolger seines innerparteilichen Konkurrenten Vincent R. Impellitteri zum 102. Bürgermeister von New York gewählt. Im Jahr 1961 brach er jedoch mit Tammany Hall und zerstörte nachhaltig den Einfluss der demokratischen Parteibosse auf die Lokalpolitik. Nach dem Tod seiner ersten Frau 1964 entschloss sich Wagner, 1965 nicht erneut zur Wahl anzutreten, und wurde von John Lindsay abgelöst. 1969 und 1973 kandidierte er erneut für das Amt des Bürgermeisters, unterlag aber bereits in den Vorwahlen. Ebenso wenig erfolgreich waren seine Versuche, 1952 und 1956 in den Fußstapfen seines Vaters in den US-Senat einzuziehen.
Vor dem Hintergrund der turbulenten Amtszeit seines Nachfolgers Lindsay galt die Regierungszeit Robert Wagners als goldenes Zeitalter. Unter seiner Regierung wurden zahlreiche Großprojekte wie der Van Wyck Expressway, der Grand Central Parkway, der Long Island Expressway, die Verrazano-Narrows- und die Throgs-Neck-Brücke, das Shea Stadium und das Lincoln Center fertiggestellt, und 1964 richtete die Stadt die Weltausstellung aus. Wagner ließ außerdem Slums in der Stadt räumen und Sozialwohnungen errichten. Als erster Bürgermeister berief er verstärkt Minderheiten in die Stadtregierung und -verwaltung und bekämpfte die Korruption.
Allerdings nahmen viele der Probleme, die die Stadt in der Folgezeit plagen sollten, unter seiner Amtszeit ihren Anfang, wie z. B. der verstärkte Zuzug von Puerto-Ricanern und Schwarzen aus den Südstaaten, deren ungenügende Integration und prekäre wirtschaftliche Lage zu den Rassenunruhen späterer Jahre beitragen sollten. Auch wurde unter seiner Amtszeit das Budget der Stadt erheblich ausgedehnt und der Haushalt war auf immer größere Zuschüsse des Staates New York angewiesen. Dies sollte in den 1970er Jahren zu einer existenziellen Finanzkrise führen.

## Spätere Karriere
Nach seinem Abschied als Bürgermeister arbeitete Wagner wieder als Rechtsanwalt in New York City. 1968 wurde er von Präsident Lyndon B. Johnson, den er bei den Präsidentschaftswahlen 1964 unterstützt hatte, zum Botschafter in Spanien ernannt. Von dem Posten trat er nach dem Amtsantritt Richard Nixons zurück. 1978 ernannte ihn Präsident Jimmy Carter zum inoffiziellen Repräsentanten der Vereinigten Staaten beim Vatikan, wo er bis 1981 verblieb. Wagner unterstützte außerdem die politische Karriere seines ältesten Sohnes, der nach ihm und seinem Vater ebenfalls Robert F. Wagner hieß. Er wurde stellvertretender Bürgermeister von New York unter Ed Koch.
Wagner war drei Mal verheiratet. Seine erste Frau, Susan, geborene Edwards, starb 1964 an Krebs. Von seiner zweiten Frau, Barbara Jean Cavanagh, ließ er sich 1971 scheiden. 1975 heiratete er Phyllis Fraser Cerf, die ihn überlebte. Neben Robert jr. hatte Wagner einen zweiten Sohn, Duncan, mit seiner ersten Frau.
Ihm zu Ehren wurde 1989 die New York University School of Public Service benannt.
Wagner starb am 12. Februar 1991 an Herzversagen, nachdem er seit längerer Zeit an Blasenkrebs gelitten hatte.